# Cheikh Abdelwahab Abdjaoui
Cheikh Abdelwahab Abdjaoui (en kabyle : Ccix Ablewahab Abǧawi) né en 1925 à Bejaia et mort le 7 janvier 2012, est un chanteur algérien.

## Biographie
Né à Béjaïa, sous le nom de Rachid Baouche, il commença sa carrière en compagnie de Cheikh Sadek El Bjaoui dont il était également le disciple. C'est avec ce dernier qu'il intègre la radio locale de l'époque  dans les années 1940. Il faisait partie d'une équipe d'artistes dirigée par Sadek El Bejaoui et comportant aussi d'autres artistes comme : El Ghazi, Mokrane Agawa, etc.
Il est l'auteur d'une centaine de chansons et de chansonnettes en kabyle.